# Province du Gansu-Xinjiang
La Province du Gansu-Xinjiang (chinois : 甘肃新疆省 ; pinyin : gānsù-xīnjiāng shěng ; mandchou : ᡬᠠᠨᠰᡠ
ᡳᠴᡝ
ᠵᡝᠴᡝᠨ
ᡤᠣᠯᠣ translit. (G'ansu Ice Jecen Golo)), plus simplement appelée province du Xinjiang (新疆省, xīnjiāng shěng,（mandchou : ᡳᠴᡝ
ᠵᡝᠴᡝᠨ
ᡤᠣᠯᠣ, translit. : Ice Jecen Golo)  est une ancienne entité territoriale du Nord-Ouest de la Chine, qui existe sous la Dynastie Qing, du 17 novembre 1844 jusqu'à la fin de la dynastie mandchoue, en 1912, après la révolution Xinhai. Elle devient, sous la république de Chine (1912-1949), le province du Xinjiang, correspondant approximativement à la région autonome du Xinjiang actuelle.

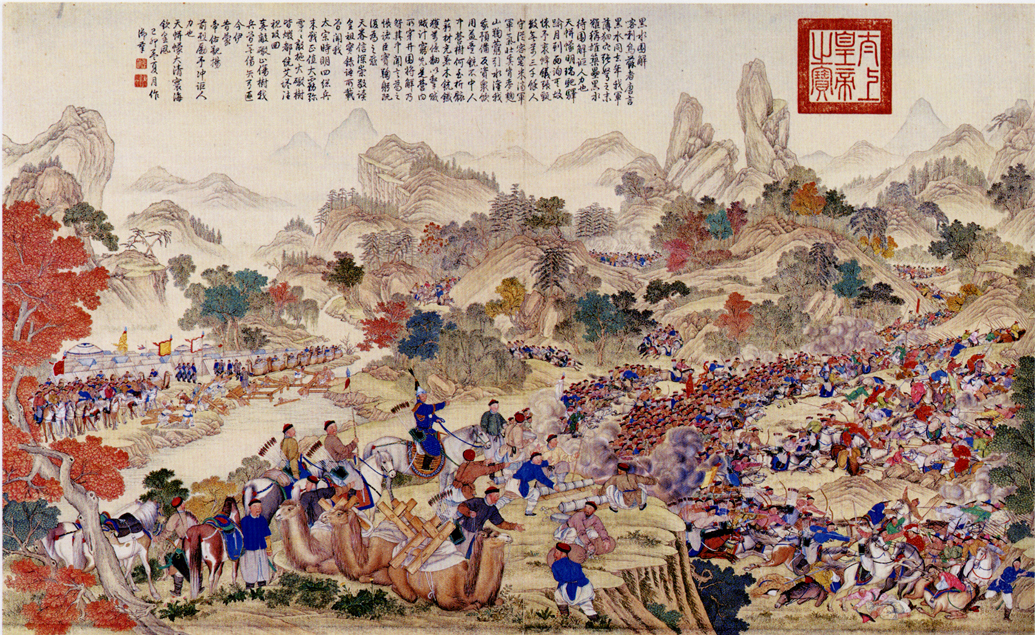
L'armée Qing brisant le siège de la rivière noire (Khara-Usu) en 1759 par Jean Damascene